# Parlé-chanté
Le parlé-chanté est une manière d'interpréter vocalement un texte, à mi-chemin entre le chant et le langage oral courant. Dérivé du Sprechgesang, le parlé-chanté est le plus souvent utilisé au sein de chansons. Il se distinguerait du spoken word, issu des cultures afro-américaines, notamment par son caractère non compétitif et commercial. 
Le parlé-chanté est utilisé dans les années 1930 par la chanteuse lorraine Marianne Oswald, puis au début des années 1970 par le chanteur Léo Ferré sur des albums comme Amour anarchie (1970), Il n'y a plus rien, Et… Basta ! (1973) ou encore Métamec (posthume, 2000).
Serge Gainsbourg lui emboîte le pas dans Histoire de Melody Nelson (1971) et L'Homme à tête de chou (1976). Depuis, de nombreux auteurs-compositeurs-interprètes français se sont emparés de cette façon d'oraliser leurs textes.

## Chanteurs et groupes utilisant le parlé-chanté

### En France
- Gérard Ansaloni :
  - Le Banquet, 1995
  - La Mort de la Vierge, 2002
- Alain Bashung :
  - Fantaisie militaire, 1998
  - L'Imprudence, 2002
- Diabologum
- Encre : Flux, 2004
- Fauve
- Léo Ferré :
  - Amour Anarchie, 1970
  - La Solitude, 1971
  - La Chanson du mal-aimé, 1972
  - Il n'y a plus rien, 1973
  - Et... Basta !, 1973
  - L'Espoir, 1974
  - La Violence et l'Ennui, 1980
  - L'Imaginaire, 1982
  - L'Opéra du pauvre, 1983
  - On n'est pas sérieux quand on a dix-sept ans, 1986
  - Une saison en enfer, 1991
  - Métamec, 2000
  - Je parle à n'importe qui, 2018
- Brigitte Fontaine
- Serge Gainsbourg :
  - Histoire de Melody Nelson, 1971
  - L'Homme à tête de chou, 1976
- Katerine : Les Créatures, 1999
- Loïc Lantoine :
  - Badaboum, 2004
  - Tout est calme, 2006
  - J'ai changé, 2013
- Éric Lareine :
  - Éric Lareine et leurs enfants, 2010
  - Embolie, 2012
  - L'Évidence des contrastes, 2014
- Philippe Léotard :
  - Je rêve que je dors, 1996
- Colette Magny
- Mendelson
- Miossec
- Marianne Oswald
  - La Chasse à l'enfant (Jacques Prévert, 1936)
  - Anna la bonne (Jean Cocteau,1932)
- Renaud Papillon Paravel
- Arnaud Fleurent-Didier
- Philippe Poirier : Qui donne les coups, 1998
- Programme : 
  - Mon cerveau dans ma bouche, 2000
  - Génération finale, 2001
  - L'Enfer tiède, 2002
- Hubert-Félix Thiéfaine
  - L'Agence des amants de madame Müller, 1980
  - Exercice de simple provocation avec 33 fois le mot « coupable », 1998
  - Also sprach Winnie l'ourson, 2001
- Christian Vander, du groupe Magma : Zëss (1979)
- Poezyk
- Jean Vasca : 
  - Rêve ou meurs, 1976
  - Célébrations, 1977
  - Un chant, 1978
- Damien Saez :
  - Peuple manifestant, 2017
  - Liberté, 2019
- Aya Nakamura:
  - Chimiyé, 2025

### Dans le monde
- Bono, le chanteur du groupe U2, l'utilise beaucoup dans l'album Achtung Baby (1991), et tout particulièrement dans la chanson The Fly
- Mark Knopfler, du groupe Dire Straits, l'utilise dans la chanson Money for Nothing de l'album Brothers in Arms (1985)
- Lou Reed l'utilise régulièrement, notamment sur l'album New York (1988)
- Laurie Anderson
- Frank Zappa
- Sneaks

### Non datés/classés
- Yvette Guilbert (1865-1944)[2]
- C. L. Franklin (1915-1984), le pasteur et père d'Aretha Franklin[2]
- Bob Dylan est parfois désigné pour utiliser cette méthode spécifique de chant[réf. souhaitée] Cependant, l'héritage musical du folk singer provient plus franchement du talking blues, que d'une forme autrement appelée.
- Roger Waters l'utilise souvent, la plupart du temps sur ses albums solo[réf. souhaitée]
- Les groupes The Plastic People of the Universe, , DG 307 et Skryty Puvab Byrocracie, héraults de ce style particulier de musique qu'est le rock underground tchèque, utilisent cette technique
- John McCrea, du groupe Cake, utilise beaucoup le parlé-chanté[réf. souhaitée].
- Fred Schneider, du groupe The B-52's[réf. souhaitée]
- Plus récemment[Quand ?], des groupes de rock français comme Noir Désir ou Luke ont utilisé intensivement ce style vocal[réf. souhaitée]